# Шевцов, Степан Иванович
Иван Степанович Шевцов (2 августа 1918, Сосновка, Семипалатинский уезд, Семипалатинская область, Российская империя — 5 июля 1994, Сосновка, Абайская область) — председатель сельхозартели «Весёлый труд» Бескарагайского района Павлодарской области, Казахская ССР. Герой Социалистического Труда (1957). Депутат Верховного Совета Казахской ССР 4-го созыва.

## Биография
Родился в 1918 году в крестьянской семье в селе Сосновка (сегодня — Ерназар Бескарагайского района). С 1934 года трудился рабочим, бухгалтером в сельскохозяйственной артели «Весёлый труд» (позднее — колхоз под этим же наименованием) Бескарагайского района. В 1947 году назначен председателем этой же артели.
В 1956 году вывел руководимую им артель в передовые сельскохозяйственные предприятия по Бескарагайскому району. За особо выдающиеся успехи, достигнутые в работе по освоению целинных и залежных земель, и получение высокого урожая удостоен звания Героя Социалистического Труда указом Президиума Верховного Совета СССР от 11 января 1957 года с вручением ордена Ленина и золотой медали «Серп и Молот».
Избирался депутатом Верховного Совета Казахской ССР IV созыва от Бескарагайского избирательного округа (1955—1959).
Скончался в 1994 году.

## Награды и звания
- Медаль «Серп и Молот» (11.01.1957);
- Орден Ленина (11.01.1957);
- Орден Трудового Красного Знамени (13.12.1972);
- Медали, в том числе:
  - Медаль «За трудовую доблесть» (22.03.1966);
  - Медаль «За освоение целинных земель» (20.10.1956).